# 丁夏祥
丁夏祥（：／ Jeong Ha-sang，1795年—1839年9月22日），洗禮名保祿（Paulus），是朝鮮王朝時期的一位士族、天主教徒。本貫押海丁氏。他是丁若鍾與柳召史所生的兒子，也是丁情惠之兄。
丁夏祥多次擔任朝鮮燕行使的翻譯官，隨使團前往北京。他懇求北京教區的主教派神父前來朝鮮，又讓主教轉交給額我略十六世一封書信，要求在朝鮮設置教區。應其要求，額我略十六世於1825年同意設立朝鮮代牧區。
在丁夏祥保護下，法國巴黎外方傳教會傳教士皮埃尔·菲利贝尔·莫邦（Pierre Philibert Maubant，羅伯多祿）經滿洲進入朝鮮。朝鮮教區主教洛朗-约瑟夫-马吕斯·伊姆贝尔（Laurent-Joseph-Marius Imbert，范世亨）來到朝鮮後，發現丁夏祥是個具有天分而且熱情、品行端正的人，遂教他拉丁語和神學。
丁夏祥正當要接受聖職的時候，己亥迫害發生，被逮捕。在接受酷刑訊問後，他仍然拒絕放棄信仰，最終被處決，時年45歲。
1984年5月6日，他與其他102名韓國殉道聖人一起，被若望·保祿二世列為聖品。